# 纸鸢 (歌曲)
《纸鸢》是清朝末代皇后郭布罗·婉容于1920年代创作的歌曲，最早记载于《良友画报》1928年第32期。该歌曲在当时并无演唱或演奏记录，仅有一张乐谱存世。
简谱标注为4/4拍，其中第二段歌词为婉容用铅笔改写。原件现已不存。

## 歌词
青天路迢迢 喜馬拉山比不高

世界繁華都在目 立身雲端何逍遙

有時奏弦歌 春風但願不停飄

全憑一線牽 風伯扶住向上飛

莫教雨師來迎接 竹當身體紙做衣

偶逢春朋友 語道你高我還低

## 演绎
- 台湾歌手曾钰婷获授权后，重编并演唱该歌曲。[3]
- 马来西亚古筝演奏家陈慧兰将婉容的《纸鸢》改编成纯音乐《采莲》，收录于专辑《弘一大師李叔同音樂集》中。[4]

## 创作者争议
《纸鸢》简谱真迹刊载于晚清研究学者贾英华的一本藏书中，创作者曾被质疑。后经北京故宫博物院图书馆副馆长向斯鉴定，故宫博物院确实藏有婉容所写的歌谱，但没有《纸鸢》这首歌。